# Puntallana
Puntallana ist eine der 14 Gemeinden der Kanareninsel La Palma. Der gleichnamige Ort ist Verwaltungssitz der Gemeinde. Südlich grenzt das Gemeindegebiet an das der Inselhauptstadt Santa Cruz de La Palma. Diese Gegend, die zur Zeit der Altkanarier den Namen Tenagua trug, wurde als das siebte Königreich der Insel bezeichnet. Der Boden ist fruchtbar, da hier im Osten der Insel die Wolken durch den Nordostpassat oft abregnen. Durch sie entstanden zahlreiche Quellen. Auf dem Gebiet gibt es Lorbeerwälder, die Überbleibsel aus dem Tertiär. Das häufigste landwirtschaftliche Produkt war das Getreide. Die wirtschaftliche Entwicklung der Gemeinde hing oft an Perioden von schlechten Ernten und Hungersnöten, was dazu führte, dass Menschen nach Kuba und Venezuela auswanderten. Heutzutage erfüllen die Produkte Obst, Gemüse, Wein, und besonders die Banane die Ansprüche der neuen Märkte. Ein kleinerer wirtschaftlicher Zweig ist der Tourismus.

## Orte der Gemeinde

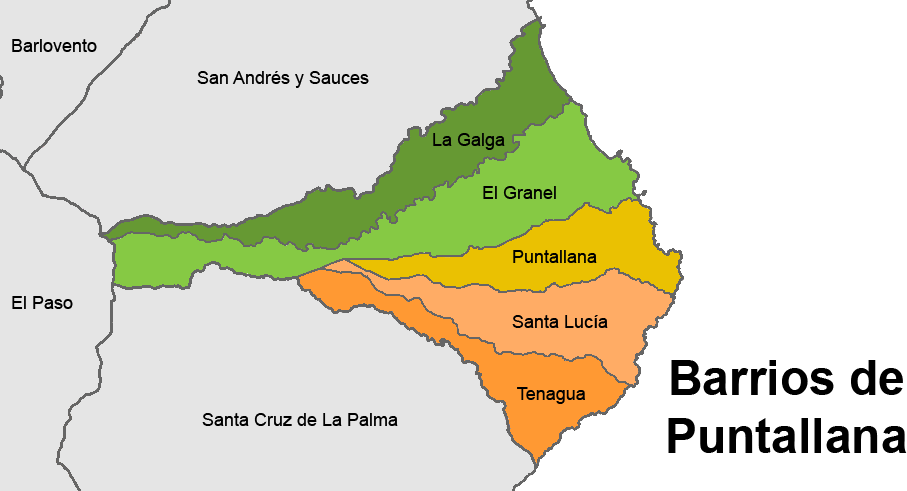
Gemeindeteile von Puntallana

Die Bevölkerungszahlen in Klammern stammen aus dem Jahr 2013.
- Puntallana (391)
- Bajamar-El Pueblo (32)
- Bajamar-La Galga (2)
- Ciudad Vieja (27)
- Costa Santa Lucia (21)
- El Granel (570)
- La Galga (506)
- Llano Tenagua (1)
- Martin Luis (7)
- Tenagua (547)
- Santa Lucia (242)

## Bevölkerungsentwicklung
| Jahr | Einwohnerzahl | Veränderung |
| ---- | ------------- | ----------- |
| 1900 | 2.152         |             |
| 1910 | 2.225         | + 73        |
| 1920 | 2.230         | + 5         |
| 1930 | 2.318         | + 88        |
| 1940 | 2.494         | + 176       |
| 1950 | 2.632         | + 138       |
| 1960 | 2.321         | – 311       |

| Jahr | Einwohnerzahl | Veränderung |
| ---- | ------------- | ----------- |
| 1970 | 2.078         | – 243       |
| 1981 | 2.266         | + 188       |
| 1990 | 2.305         | + 39        |
| 2001 | 2.258         | – 47        |
| 2005 | 2.424         | + 166       |
| 2013 | 2.346         | – 78        |

## Interessante Orte
Quelle: Cabildo Insular de La Palma

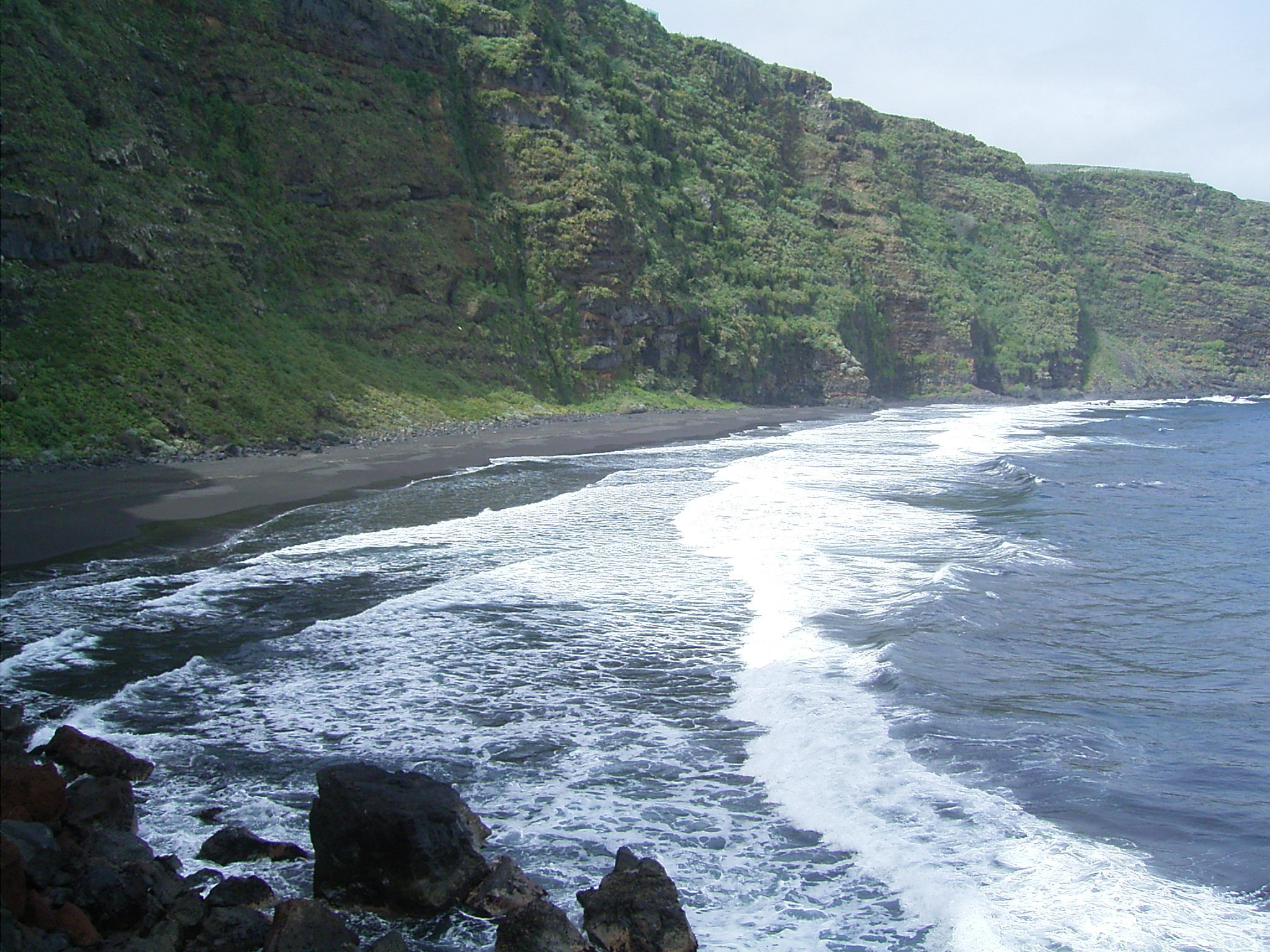
Ostküste, Playa de Nogales

- Aussichtspunkt von Las Vueltas de San Juanito bei der Schlucht Barranco Seco
- Die Playa de Nogales an der Steilküste von Puntallana gilt als einer der schönsten Strände der Insel. Hier gab es früher Meeresschildkröten.
- Die Kirche von San Juan Bautista (Johannes der Täufer) existierte schon nach der Eroberung, wurde jedoch im 18. Jahrhundert neu aufgebaut. Innen birgt sie ein Bildnis des Schutzpatrons, eine flämische Schnitzerei aus dem 16. Jahrhundert.
- Die Wallfahrtskapelle und Aussichtspunkte von San Bartolomé am Fuße des Berges von La Galga. Sie stammt aus dem 16. Jahrhundert. Ihre weißen Mauern beherbergen die Jungfrau von Nuestra Señora de La Piedad (unsere Liebe Frau der Pietät). In der Nähe bieten zwei Aussichtspunkte Ausblicke auf die ganze Gemeinde.
- Die Wallfahrtskapelle von Santa Lucia, welche die Statue der Jungfrau von Santa Lucia birgt, die aus Antwerpen stammt (16. Jahrhundert).
- Das Weberdistelfeld von Martin Luis; zwischen Tenagua und San Juan de Puntallana befindet sich, auf einer Strecke von drei Kilometern, der wissenschaftlich interessante Ort des Barranco del Agua (Schlucht des Wassers). Dies ist einer der Plätze, an denen die endemischen, kanarischen Pflanzen, welche die Trockenheit lieben, besonders zahlreich vorhanden sind. Das sind unter anderem die Weberdistel, Wolfsmilchgewächse und Ginster.
- Piedra Llana ist mit 2.321 Metern der höchste Punkt der Gemeinde. Er gehört zum Naturpark von Las Nieves und befindet sich auf dem Kamm der Caldera de Taburiente. Hier sind Spuren der Ureinwohner (Benahoaritas) anzutreffen, es sind Reste von Hütten, Steinanhäufungen, Felszeichnungen, Keramik- und Steinfragmente zu finden. Auf den Ausläufern des Berges steht das Werk, das der Künstler und Umweltschützer aus Lanzarote, César Manrique, in der Studie des Kosmos der Einheit der Völker widmete. Das Monument steht allerdings bereits auf dem Boden der Nachbargemeinde San Andrés y Sauces.[5]